# Rhipidia (Rhipidia) fidelis
Rhipidia (Rhipidia) fidelis is een tweevleugelige uit de familie steltmuggen (Limoniidae). De soort komt voor in het Nearctisch gebied.